# Niestetal
Niestetal est une municipalité allemande située dans le land de la Hesse et l'arrondissement de Cassel.

## Jumelage
- Sarkad (Hongrie) depuis juillet 2005[1]

## Personnalités liées à la ville
- Martin Ernst von Schlieffen (1732-1825), général mort au château de Windhausen (de)